# Стерлингский университет
Стерлингский университет (англ. University of Stirling) — британский университет в Шотландии в г. Стерлинг.
Включает пять факультетов.
Живописный университетский кампус располагается на окраине городка вокруг озера и замка Эйртри XVIII века (en:Airthrey Castle). В 2002 году он был признан одним из 20 мест архитектурного наследия Великобритании XX века Советом по монументам и архитектурным объектам. Одной из лучших называют имеющуюся здесь спортивную инфраструктуру.
Основан в 1967 году. Стал первым новосозданным университетом в Шотландии за последние четыре века.
Первым его канцлером был Лайонел Роббинс.
Шотландский университет 2009 года по версии Sunday Times.
Любопытно, что Стерлингский университет стал первым в Великобритании, предлагающим получение степени по футболу.